# Tabaré Aguerre
Tabaré Aguerre Lombardo (Montevideo, 1957) és un enginyer agrònom i polític uruguaià pertanyent al Front Ampli. És l'actual ministre de Ramaderia del seu país.

## Biografia
Aguerre es va graduar com a enginyer agrònom el 1981 per la Universitat de la República. En acabar, es va traslladar de Montevideo cap a Bella Unión, al nord del país, on va viure durant 15 anys, treballant a la cooperativa CALNU com a tècnic extensionista.
El 1983 va començar a dedicar-se a l'activitat arrossera en un predi de la zona. Des de fa molts anys està relacionat amb l'Associació de Cultivadors d'Arròs de l'Uruguai, essent soci, després dirigent, vicepresident i finalment president, càrrec que ocupa fins a la data. A més de la seva activitat arrossera, es dedica a l'activitat ramadera, manejant el sistema d'engreix a corral de bestiar per a la indústria de diversos establiments.
Va començar la seva activitat exercint la seva professió com a funcionari de l'empresa sucrera, després es va anar desenvolupant com a cultivador i productor pecuari. Des de 1998 resideix a la ciutat de Salto. Està casat amb Ana Luisa Cazes, amb la qual té quatre fills.
L'1 de març de 2010 va assumir com a ministre de Ramaderia, càrrec ofert per José Mujica. Aguerre milita al Front Ampli de forma independent.